# Postville (Neufundland und Labrador)
Postville (Inuit-Name: Qipuqqaq) ist eine Gemeinde (Town) in der kanadischen Provinz Neufundland und Labrador. 

## Lage
Die Gemeinde gehört zur Census Division No. 11. Sie befindet sich am Nordufer der Kaipokok Bay. Postville besitzt einen kleinen Flugplatz (IATA: YSO). Postville wird üblicherweise per Flugzeug vom 180 km südsüdwestlich gelegenen Happy Valley-Goose Bay erreicht. Zwischen Mitte Juni und Mitte November gibt es eine Fährverbindung von Goose Bay entlang der Labradorküste, die über Postville nach Nain führt.

## Einwohner
Der Zensus im Jahr 2016 ergab für die Gemeinde eine Bevölkerungszahl von 177 Einwohnern. Beim Zensus im Jahr 2011 waren es 206. Somit nahm die Bevölkerung in den letzten Jahren stark ab. Die Bevölkerung besteht hauptsächlich aus Inuit oder besitzt eine gemischte Abstammung aus Inuit und Europäern.

## Geschichte
Der Ort wurde als Handelsposten der Hudson’s Bay Company gegründet, die ihn bis 1879 betrieb. Der Handelsposten trug die Bezeichnung „The Post“. In den 1940er wurde die Siedlung von einem Pastor, der mithalf, dort eine Schule und eine Kirche zu errichten, in Postville umbenannt. 

## Klima
Das Klima wird vom Labradorstrom bestimmt. Postville liegt in der kaltgemäßigten Klimazone. In den Sommermonaten Juli und August liegen die Durchschnittstemperaturen bei etwa 10 °C, in den Wintermonaten Januar und Februar bei −16 °C.